# Namekotofsskivling
Namekotofsskivling (Pholiota nameko) är en svampart som först beskrevs av Tokutarô Itô, och fick sitt nu gällande namn av S. Ito & S. Imai 1933. Namekotofsskivlingen ingår i släktet tofsskivlingar,  och familjen Strophariaceae. Arten har inte påträffats i Sverige. Inga underarter finns listade.
Namekotofsskivlingen är lämplig som handelssvamp.

## Externa länkar

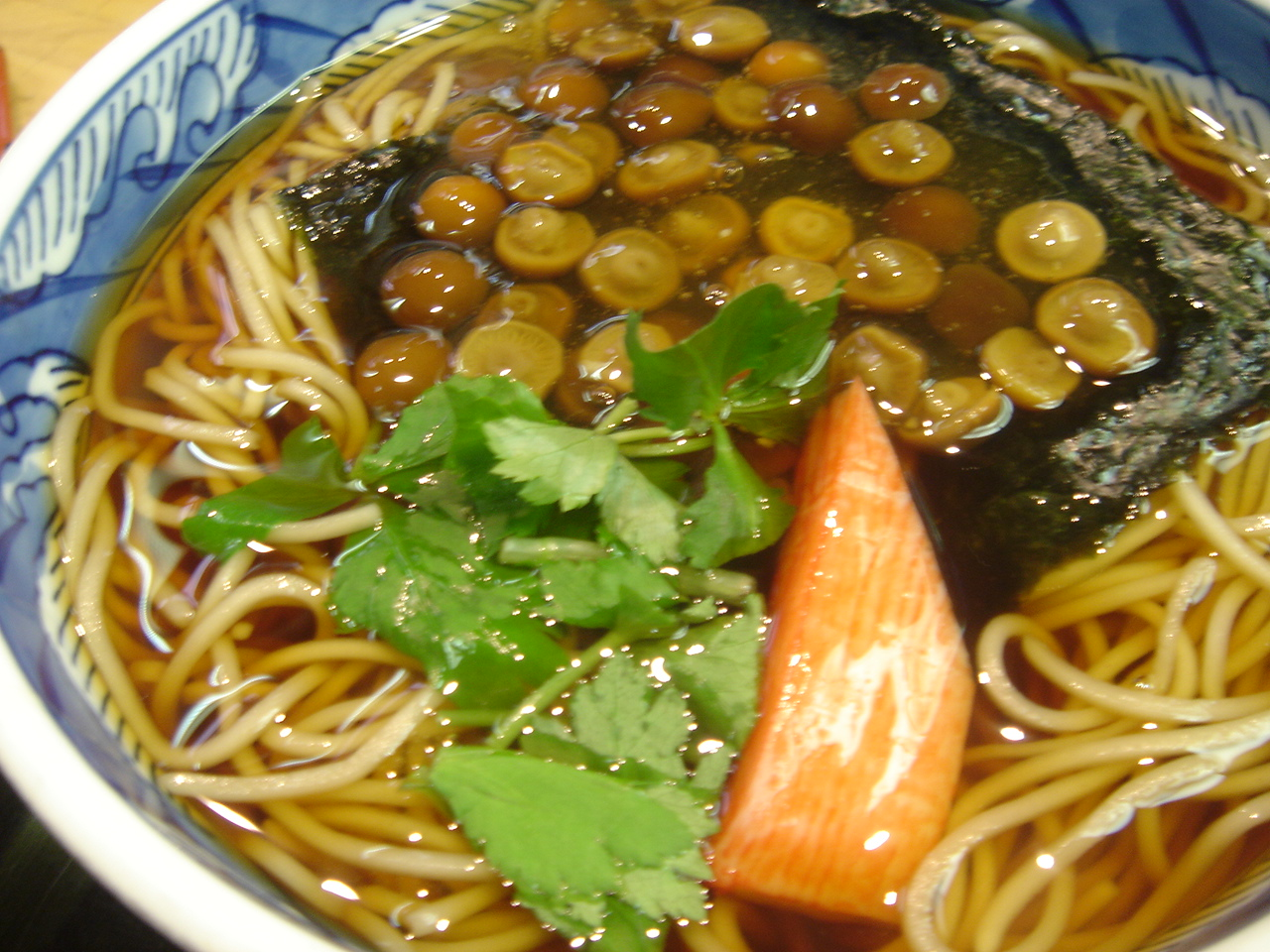
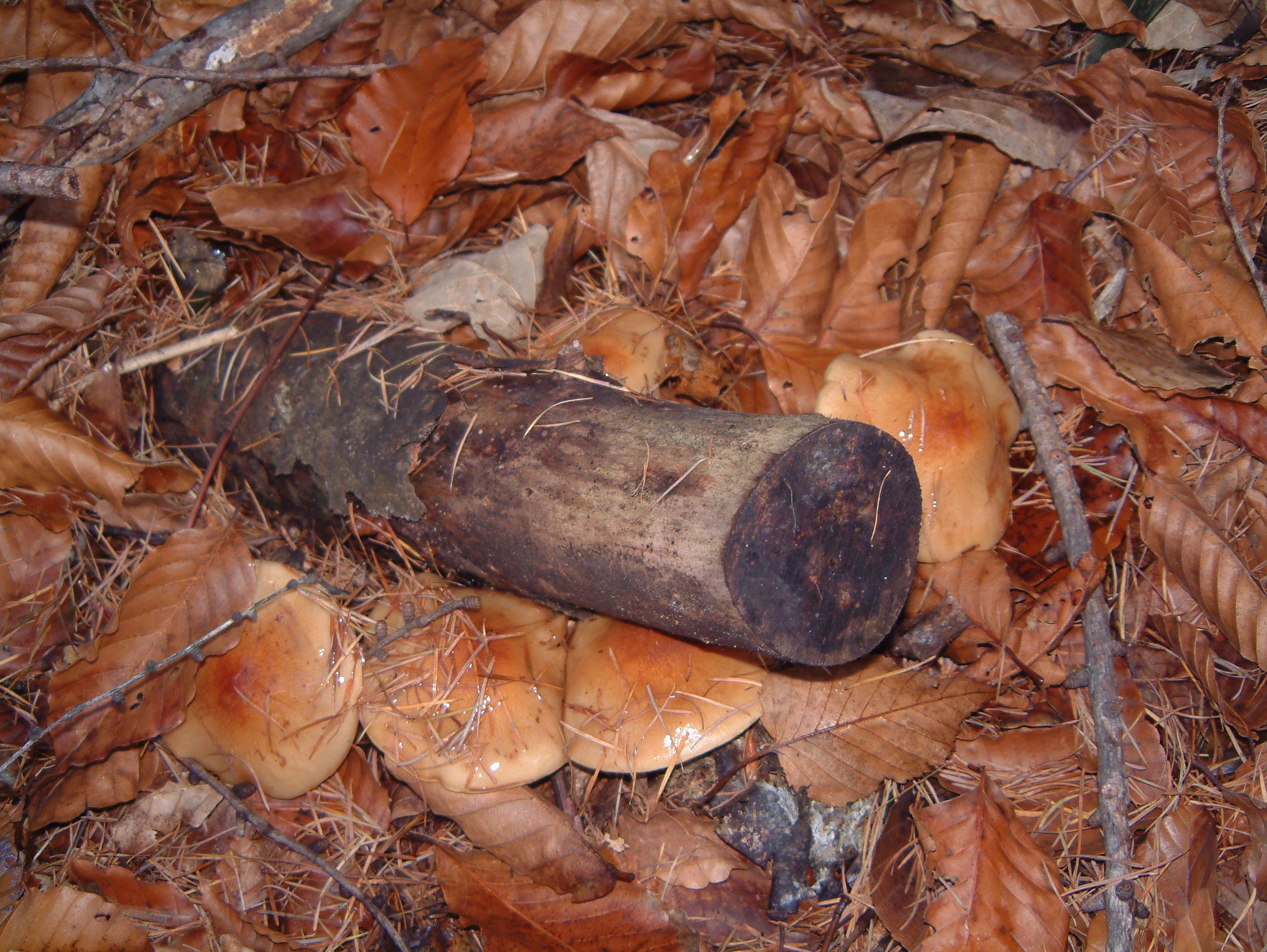
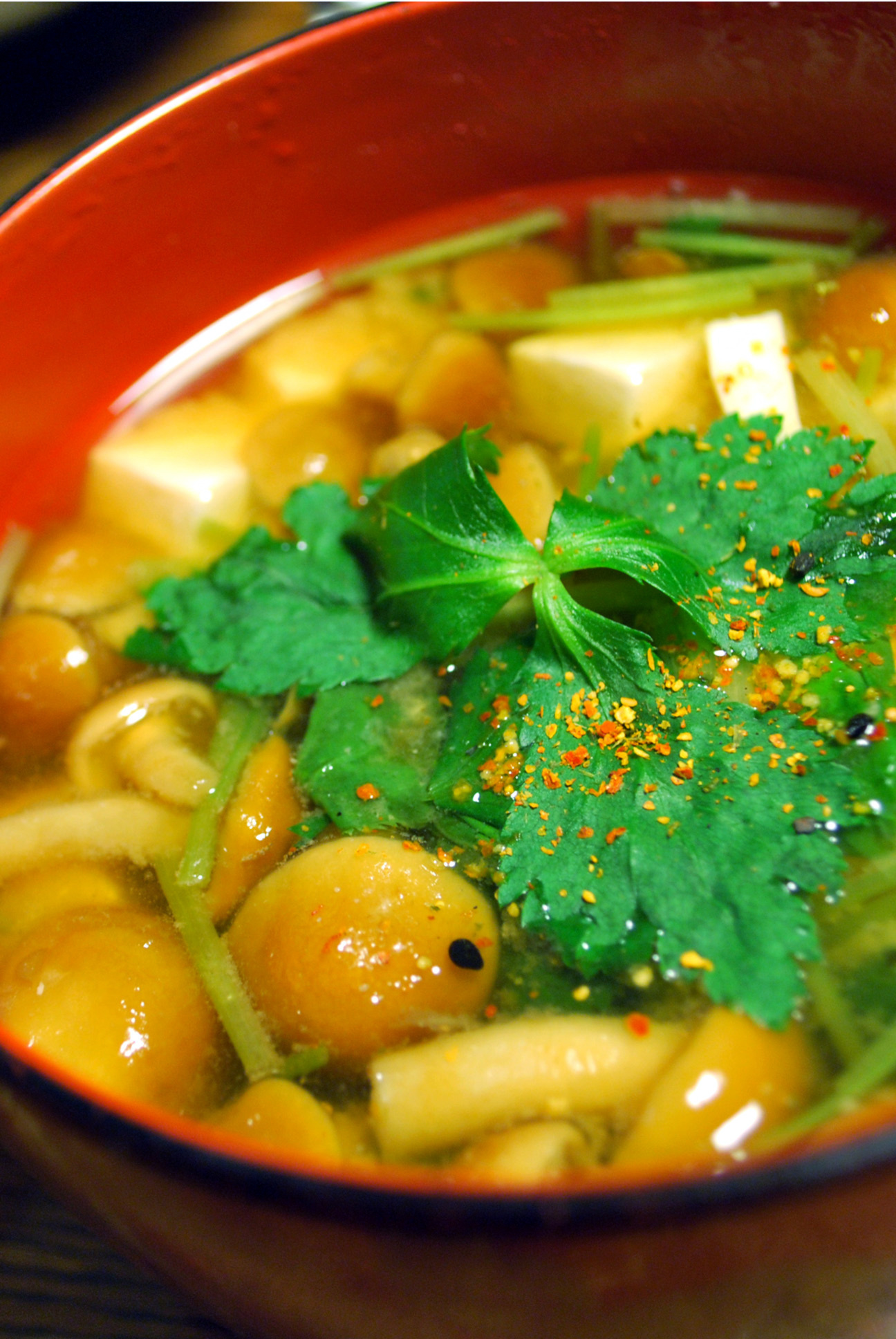
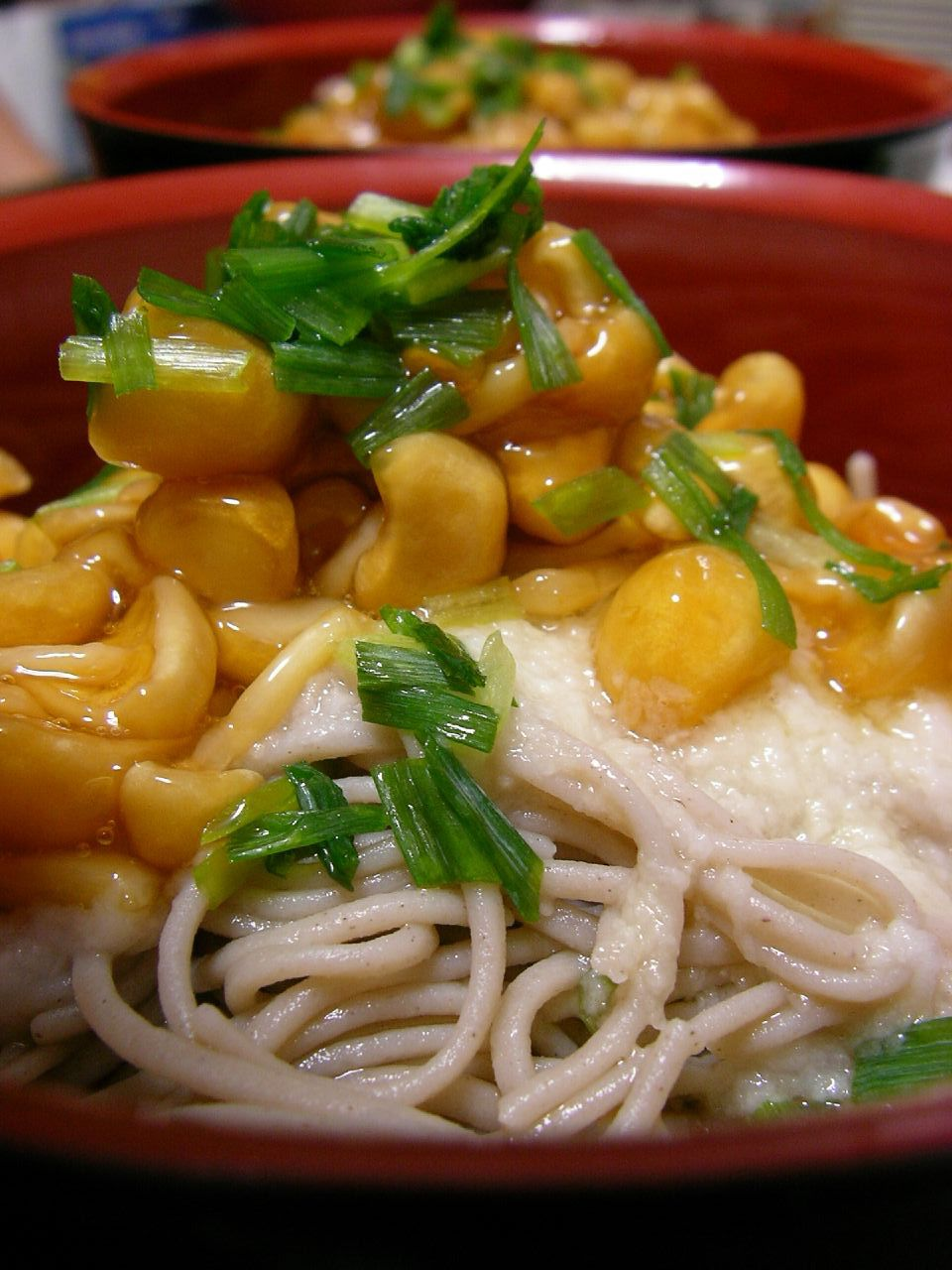
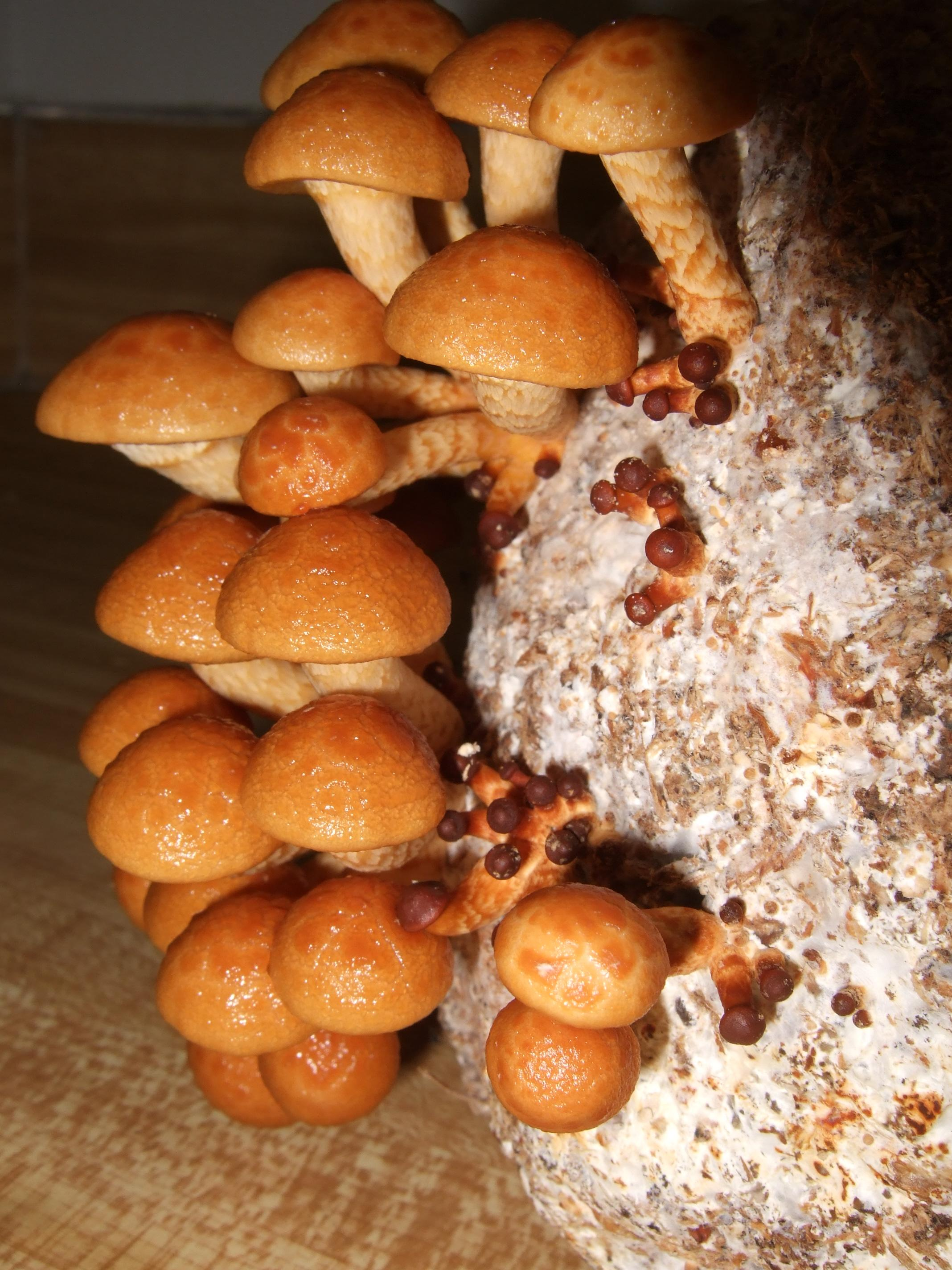
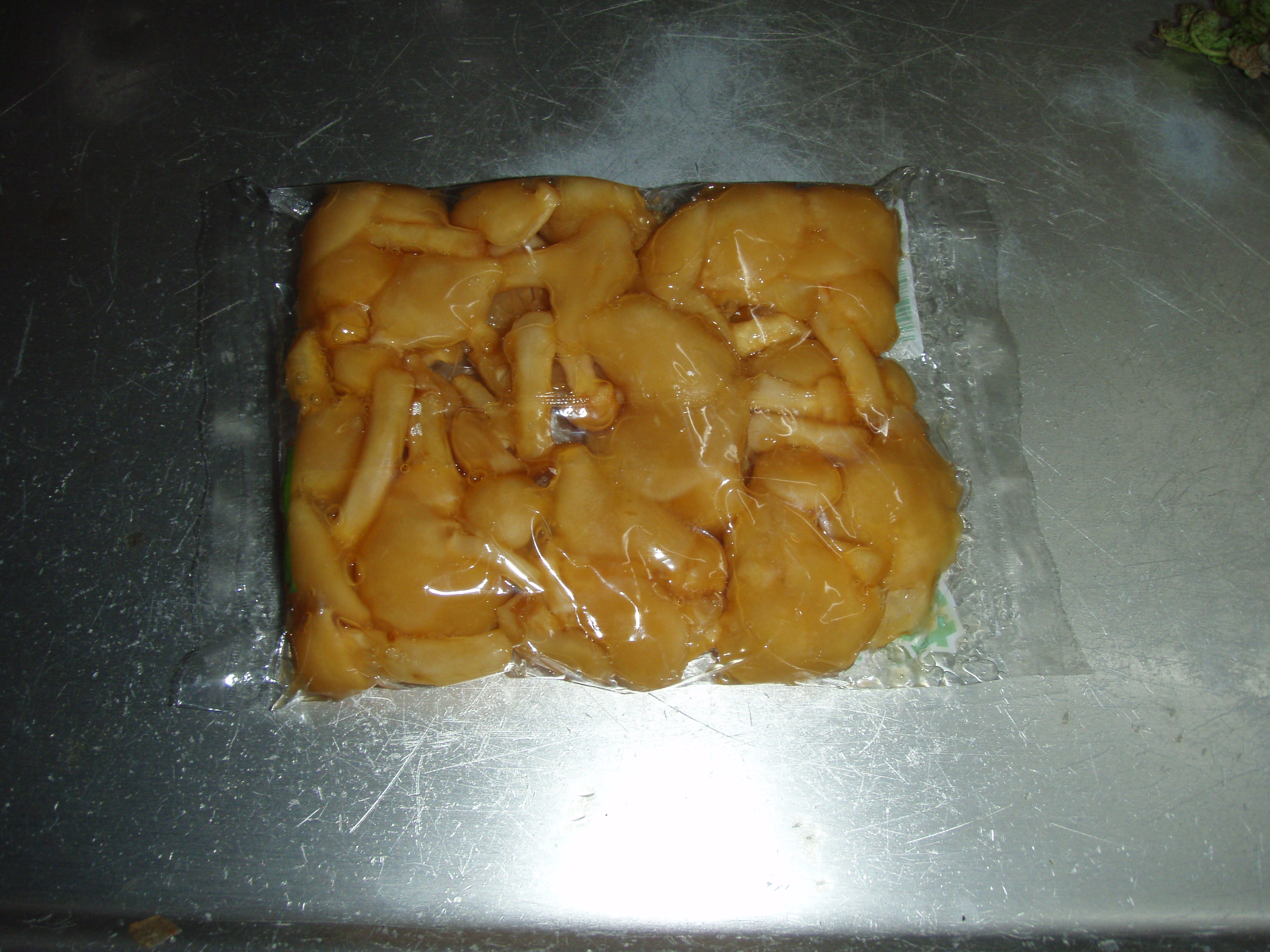
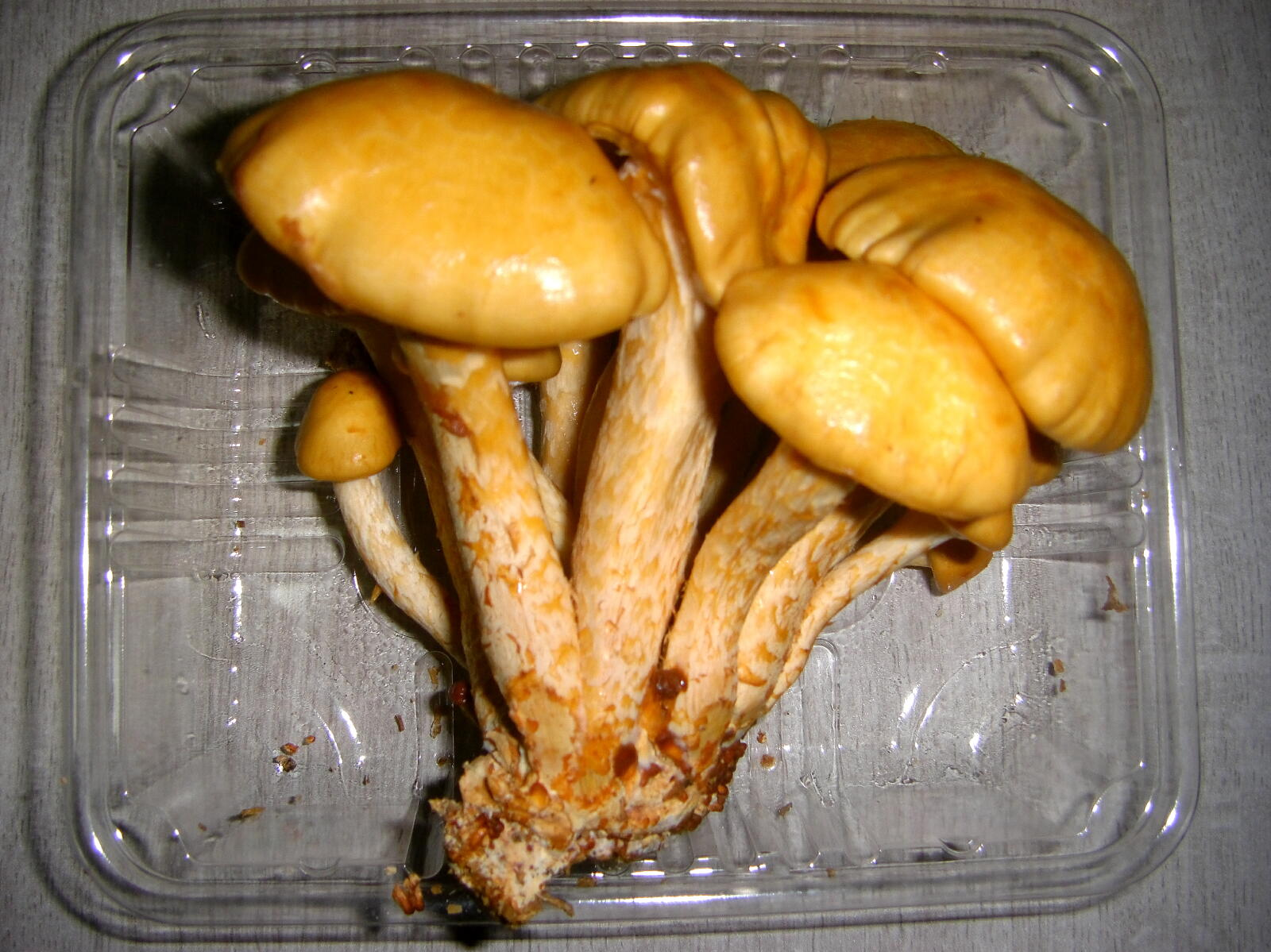
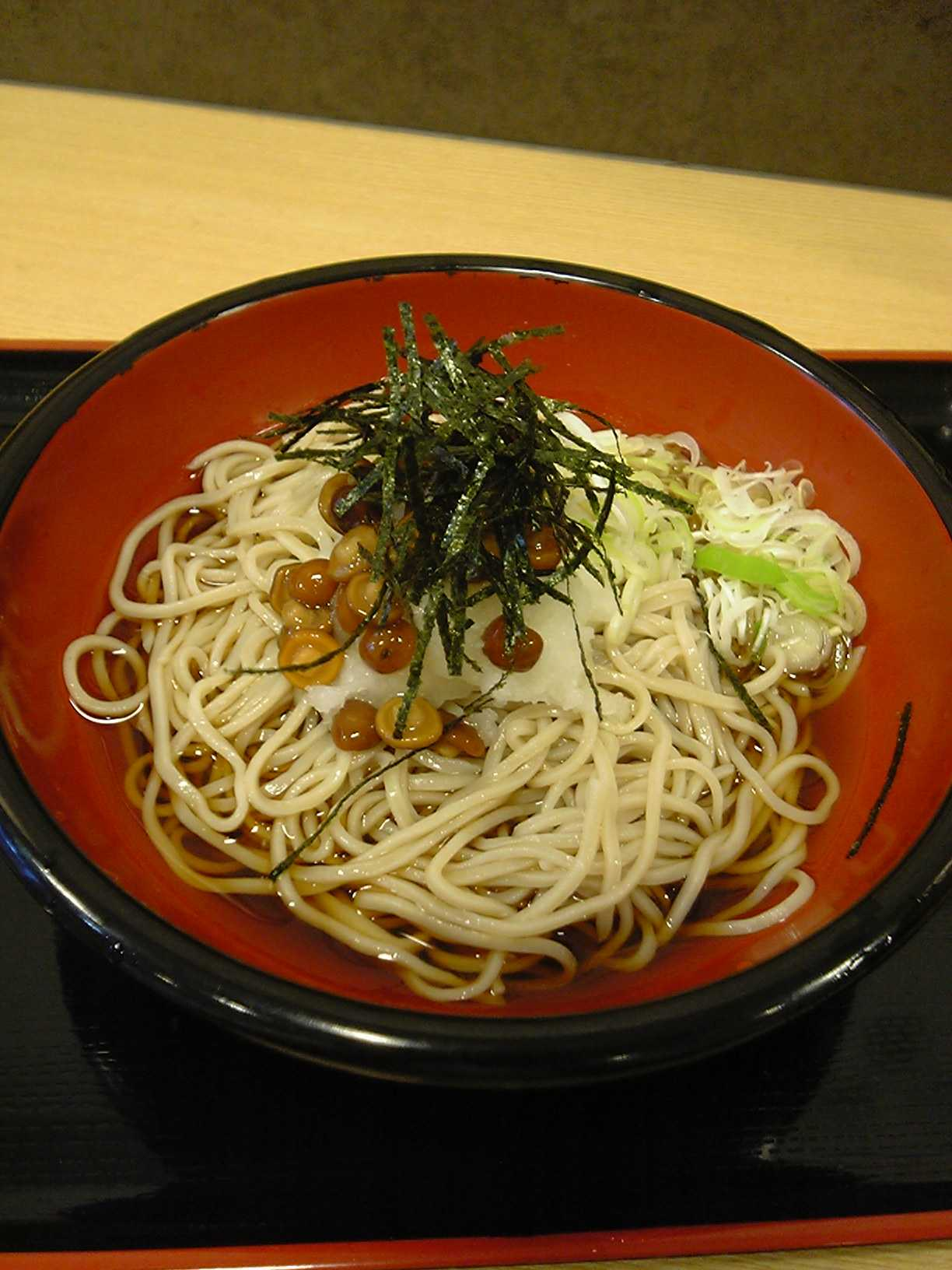